# Argiope australis
Argiope australis är en spindelart som först beskrevs av Charles Athanase Walckenaer 1805.  Argiope australis ingår i släktet Argiope, och familjen hjulspindlar. Inga underarter finns listade.